# Мизес, Людвиг фон
Людвиг фон Мизес (нем. Ludwig Heinrich Edler von Mises, 29 сентября 1881, Лемберг, Королевство Галиции и Лодомерии, Австро-Венгрия — 10 октября 1973, Нью-Йорк, США) — австрийско-американский экономист, философ, историк и социолог, праксеолог, сторонник классического либерализма, внёсший значительный вклад в развитие австрийской школы экономической теории. Наряду с Ф. А. фон Хайеком и М. Ротбардом является одним из основателей философии либертарианства.

## Биография

### Ранние годы
Родился в состоятельной еврейской семье. Его отец — инженер Артур фон Мизес — был строительным подрядчиком и занимался финансированием прокладки железных дорог в Галиции и Буковине. Мать — Адель фон Мизес (урождённая Ландау) — приходилась племянницей австрийскому политику и депутату парламента доктору Иоахиму Ландау.
Раннее детство провёл в Черновцах, затем семья перебралась в Вену. Уже в возрасте двенадцати лет разговаривал на идише, немецком, польском и французском языках, читал на древнегреческом, древнееврейском и по латыни, понимал украинский язык.

### Образование
В 1906 году окончил Венский университет, где получил степень доктора права. После окончания университета работал в гражданских, коммерческих и уголовных судах, но быстро бросил карьеру юриста. В 1909 году Мизес начал работать в Торговой палате, занимался научной и практической (в качестве экономического советника) деятельностью в области денежных средств обращения. В 1912 году написал свою первую книгу «Теория денег и средств обращения», после выхода которой его пригласили в 1913 году на преподавательскую должность в Венский университет. В 1913—1938 годах приват-доцент этого университета.

### Между войнами
Во время Первой мировой войны служил офицером-артиллеристом, воевал на Восточном фронте, в Галиции. После войны и распада Австро-Венгерской империи служил в Венской Торговой палате, преподавал в Венской коммерческой женской академии и родном университете. В 1920—1934 годах организовал частный семинар при Торговой палате Австрии. Среди учеников Мизеса — экономисты Фридрих фон Хайек, Готфрид фон Хаберлер, Фриц Махлуп, Мюррей Ротбард, математик Карл Менгер-младший, социолог Альфред Шюц. В 1926 году основал Австрийский институт экономических исследований.
Весной 1934 года получил приглашение занять профессорскую должность на кафедре межнациональных экономических отношений в Высшем интернациональном институте Женевского университета.

### В США
В 1940 году эмигрировал в США, где его работа «Социализм» обеспечила ему в 1941 году получение гранта от Национального бюро экономических исследований. В 1943—1954 гг. работал в экономической комиссии Национальной производственной ассоциации.
С 1945 по 1968 год — профессор экономической теории Нью-Йоркского университета. В 1946 году Мизес и его жена получили американское гражданство.
В 1949 году вышла его главная книга — «Человеческие действия: трактат об экономике».

## Личная жизнь
В 1925 познакомился с актрисой Маргит Шерени (род. 1890), вдовой венгерского аристократа, и через несколько лет женился на ней. От первого брака у Маргит были сын Гвидо и дочь Гитта, впоследствии ставшая журналисткой и писательницей. Маргит написала воспоминания о Мизесе «My Years with Ludwig von Mises».

## Научное творчество

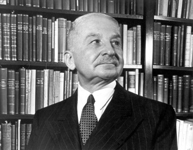
Людвиг фон Мизес в своей библиотеке

Продолжатель традиций К. Менгера и Э. Бём-Баверка. Следовал в своей методологии таким принципам классической австрийской школы в экономике, как субъективизм и рационализм, отрицание применимости методов естественных наук к анализу экономических явлений. Новаторство Мизеса в методологии — метод априоризма — построение на базе каузального генетического метода своеобразных логических конструкций, которые не могут быть опровергнуты опытным путём.
Яркий представитель либерализма — сторонник невмешательства государства в экономику. В 1922 году в книге «Социализм: Экономический и социологический анализ» подверг критике идеи социализма и аргументировал невозможность социализма по многим причинам — в том числе и по причине невозможности корректного экономического расчёта.
Так, он утверждал, что замена рынка планом изначально невозможна потому, что последний исходит из ошибочного представления, что цены являются продуктом капитализма, и потому их можно устранить, не нарушив систему эффективного распределения ресурсов, однако товар и цена слишком сильно взаимосвязаны, а число принимаемых решений слишком велико, чтобы расчёты на перспективу стали возможными: только рынок может справиться с множеством проблем, связанных с распределением ресурсов и капиталовложений в процессе производства.
Автор работ в сфере циклов и денежного обращения, концепции человеческого поведения, философии и теории познания (эпистемологии).
Публикации Мизеса в целом представляют собой исследование классических микроэкономических проблем (ценности, процента, заработной платы, капитала и т. д.) в сочетании с убеждённым отстаиванием принципов свободной рыночной экономики. В статье «Мой вклад в экономическую теорию» фон Мизес писал:

…я разработал общую теорию денег и кредита, а также попытался объяснить экономический цикл как кредитный феномен (…) В брошюре, посвящённой экономическому расчёту в социалистическом мире, впервые опубликованной в 1920 году и позднее в моей книге «Социализм», я доказал, что экономическая система, в которой отсутствует частная собственность на средства производства, не сможет найти критерия для определения ценности факторов производства и, следовательно, не сможет производить расчёты.
Вдовой учёного в 1982 году был основан научный Институт Людвига фон Мизеса.

## Список произведений
- Социализм: экономический и социологический анализ (1922, 1932, 1951)
- Антикапиталистическая ментальность (книга) (1956)
- Человеческая деятельность: трактат по экономической теории (Human Action: A Treatise of Economics, 1949)
- Экономический кризис и его причины (доклад) (1931)
- Либерализм в классической традиции (книга) (1927)

Издания на русском языке
- «Всеобщее вздорожание жизни в свете теории политической экономии» — Сборник № 4 («Вздорожание жизни») под редакцией М. Туган-Барановского, 1914.
- Бюрократия. Запланированный хаос. Антикапиталистическая ментальность. — М.: Дело, Catallaxy, 1993. — 240 с. — ISBN 5-85900-061-8.
- Бюрократия Архивная копия от 7 февраля 2009 на Wayback Machine. — Челябинск: Социум, 2006. — 200 с.
- Всемогущее правительство: Тотальное государство и тотальная война. — Челябинск: Социум, 2006. — 466 с.
- Индивид, рынок и правовое государство / Антология под ред. Д. Антисери и М. Балдини. — СПб.: Пневма, 1999. — 196 с.
- Либерализм в классической традиции. — М.: Социум; Экономика, 2001. — 239 с.
- Социализм. Экономический и социологический анализ. — М.: «Catallaxy», 1994, — С. 416 (русск.) ISBN 5-86366-022-8 Архивная копия от 23 января 2009 на Wayback Machine.
- Теория и история: Интерпретация социально-экономической эволюции Архивная копия от 18 мая 2008 на Wayback Machine. — М.: ЮНИТИ-ДАНА, 2001. — 295 с.
- Человеческая деятельность: Трактат по экономической теории. — М.: Экономика, 2000. — 878 с. — ISBN 5-282-02039-4.
  - Человеческая деятельность: Трактат по экономической теории / 2-е испр. изд. — Челябинск: Социум, 2005. — 878 с. — ISBN 5-901901-29-0.
- Всемогущее правительство — Челябинск: Социум, 2009. — 466 с. — ISBN 978-5-91603-020-4.